# Prostřední Bečva
Prostřední Bečva település Csehországban, Vsetíni járásban. Prostřední Bečva Hutisko-Solanec, Horní Bečva, Dolní Bečva, Trojanovice, Čeladná és Vigantice településekkel határos. Lakosainak száma 1820 fő (2024. január 1.).

## Népesség
A település lakosságának változását az alábbi diagram mutatja:
| Lakosok száma | 1725 | 1399 | 1482 | 1691 | 1612 | 1668 | 1742 | 1742 | 1750 | 1820 |
|               | 1869 | 1890 | 1921 | 1950 | 1980 | 2001 | 2017 | 2019 | 2022 | 2024 |